# 愛宕山 (中野市)
愛宕山（あたごさん）は、長野県中野市大字片塩字竹ノ腰871-1にある曹洞宗の大徳寺境内にある仏堂群である。本尊は延命地蔵菩薩。堂内には白馬に乗った将軍地蔵も安置されている。
古来より片塩とその周辺の人々の象徴的存在であった。今でも愛宕山の縁日があった毎月23～24日は、拝殿でお参りできるようになっている。
大徳寺住職が毎日、午前6時前に読経の勤めをしている。

## 愛宕堂
1459年（長禄3年）愛宕堂拝殿は間口3間半、奥行6間でそこに奉納されている古い額は、長さ2尺7寸で、表面に愛宕山、裏面には「長禄3己卯歳七月二十四日、願主春日左近」と記されている。愛宕堂の本尊は、延命地蔵菩薩である。大きさは5尺3寸と言われ、ほぼ等身である。この本尊は愛宕堂の奥に位置する奥の院に祀られている。内殿の頭上には、大きな天狗の面とカラス天狗の鳥型の面が架かっている。内殿の右側にはびんずるさんと呼ばれて親しまれた羅漢が、高台の上に鎮座していて、宝珠の玉と呼ばれる木製のおにぎり状の珠で悪いところをさすると治るご利益があると言われている。天井には天井絵が描かれ、その周囲には今となっては読み取りが不明瞭になってしまった俳額が奉納されている。また、日露戦争への出征兵士の写真が大きな額の中に納まっている。

## 奥の院

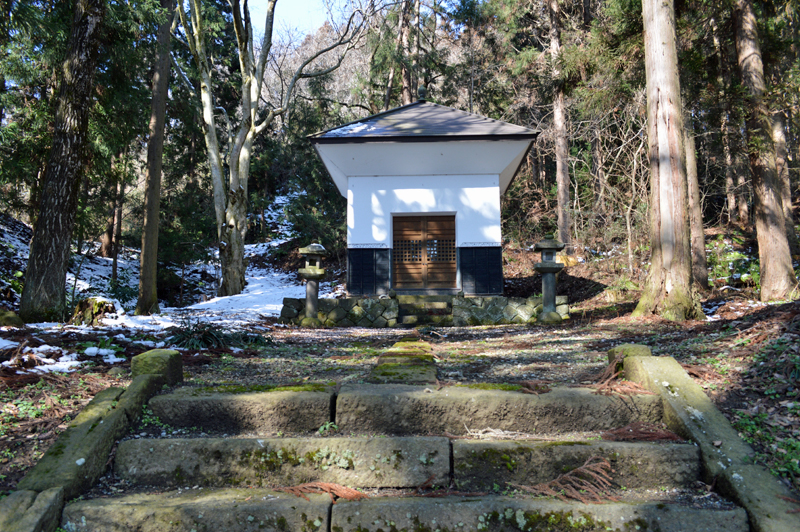
奥の院

奥の院は愛宕堂より裏側へ参道で進み、41段の石段が途中踊り場を設けて続いている。そこに5坪程のお堂が建っている。
本尊は延命地蔵菩薩で等身大である。脇本尊も二体ある。7年に一度の御柱には、この本尊が御開帳となり多くの人々がお参りに登ったようである。愛宕山の境内には御柱が建てられ、奥の院の御本尊からその御柱まで紐で繋ぐという、善光寺と同様の習わしがあったようだ。

## 准胝観音堂

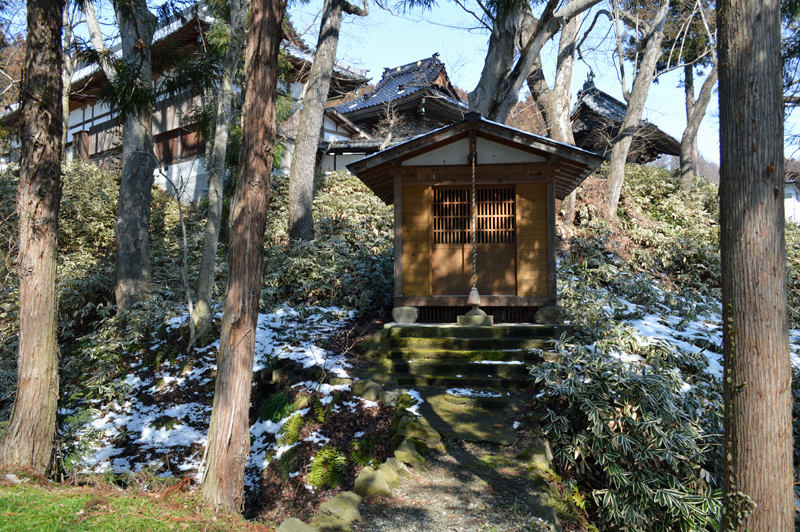
准胝観音堂

准胝観音は、かつて当地において火事が頻発して困り果てていたところ、村内の小川に裏返しで橋のように架かっていることが発見され、そのたたりと考えた人々によって当所に祀られたところ、その後ぴたっと火事が止んだと伝えられる霊験あらたかな仏様。

## 薬師堂
正面には薬師如来像（等身大）が安置されている。左右には十二支を模った羅漢様が安置されている。

## 愛宕山行事
愛宕山の年中行事として「春の愛宕さん」4月23,24日、「桃の愛宕さん」7月23,24日、「柿の愛宕さん」10月23,14日の縁日は賑わっていた。今でもこの日は本堂でお参りができるようになっている。愛宕さん奉仕会のメンバーは年4回の清掃活動を実施している。

## 歴史
- 1400年（応永7年）大徳寺境内地及びその付近は、高梨朝高の一族江部山城守高長の居館となっていた。
- 1459年（長禄3年）愛宕山額奉納。表面には愛宕山、裏面には、長禄三己卯歳七月二十四日、願主春日左近とある。
- 1711年（正徳元年）大宮方大仏師法橋光栄の作、延命地蔵菩薩尊像を修理。
- 1713年（正徳3年）愛宕山拝殿鰐口奉納。善光寺後町鈴木八衛作。
- 1738年（元文3年）愛宕山内陣の額奉納。表面　愛宕山、裏面　元文三戊午年仲春、願主厚貝村藤沢与七良。
- 1759年（宝暦9年）将軍地蔵の入仏式が八月二十四日午後の刻、大仏師は江戸神田通新石町高橋兵部造、二十九歳とある。
- 1777年（安永6年）観音堂建立。
- 1780年（安永9年）奉納御神前　天狗・からす天狗面の額奉納　願主間山邑　戸狩邑。
- 1791年（寛政3年）愛宕山本地堂遷座供養棟札。長さ4尺8寸　巾三寸五分。東江部村山田壮左エ門寄附。
- 1792年（寛政4年）大徳寺は、14世の代に再度火災に見舞われ、堂宇悉く焼失。
- 1799年（寛政11年）大徳寺14世龍岳が「愛宕山碑」を建立。
- 1812年（文化9年）手水場造立（寄進）
- 1818年（文化15年）愛宕山奉納相撲の免許状が付与される。本朝相撲司御行事 吉田追風 十九代 従二位左中殿家 日本角力行事目付 五条殿家木村庄之助。
- 1829年（文政12年）子安堂建立（寄進）
- 1838年（天保9年）算額（和算）奉納　水内群芋川村　草間権左衛門他。
- 1843年（天保14年）俳額奉納　長年
- 1854年（嘉永７年）善光寺常夜灯建立。
- 1868年（慶応４年）大政官布告　神仏分離令施行。神仏混淆・神仏習合は、明確にお寺と神社に分離される。多くの愛宕山は、別当寺から分離独立し、愛宕神社となった。
- 1870年（明治3年）五重塔（石造）建立。寄進。
- 1874年（明治7年）愛宕神社　額奉納。海軍中佐子爵小笠原長生勤書。
- 1900年（明治33年）大徳寺之景できる。
- 1907年（明治40年）愛宕山奉納相撲興行。
- 1908年（明治41年）日露戦争記念碑建立。寄進。
- 1975年（昭和40年）昭和40年代頃までは、春の愛宕さん、桃の愛宕さん、柿の愛宕さんの縁日は賑わっていた。
- 2008年（平成20年）奥の院改修
- 2009年（平成21年）准胝観音堂改築。落慶法要4月26日[1][2][3]。

## 建造物
- 手水場
- 五重の塔
- 日露戦争記念碑
- 廻国供養塔
- 善光寺常夜灯
- 日露戦争記念碑
- 子安地蔵堂
- 愛宕山碑
- 奉造立階供躾塔
- 北向厄除観音塔